# Erik-Ersatjärnen
Erik-Ersatjärnen är en sjö i Piteå kommun i Norrbotten och ingår i Byskeälvens huvudavrinningsområde.